# Peter Weiss

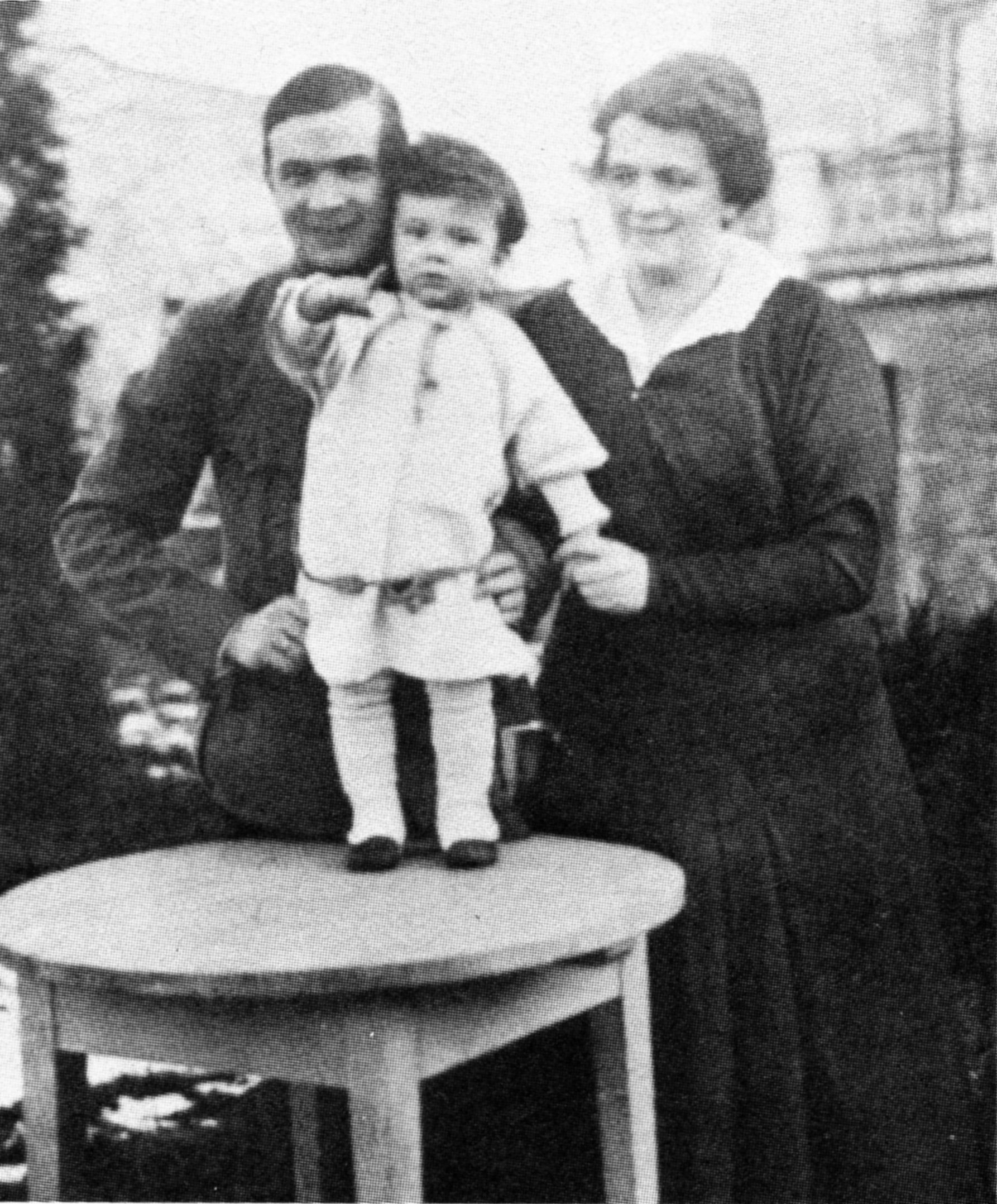
Peter Weiss 1918.

Peter Weiss (Nowawes, Alemania, 8 de noviembre de 1916-Estocolmo, Suecia, 10 de mayo de 1982) fue un dramaturgo, novelista, pintor, artista gráfico y cineasta experimental alemán, nacionalizado sueco.

## Biografía
Hijo de un pequeño industrial húngaro, nació en un suburbio de Berlín, donde transcurrió su niñez y adolescencia. Con la llegada de Hitler al poder, su familia se refugia en Londres, después vivirán en Checoslovaquia y un poco antes de la II Guerra Mundial en Suecia. Empieza su carrera literaria escribiendo en sueco y más tarde, definitivamente, en alemán.
Tuvo un gran éxito con su Persecución y asesinato de Jean-Paul Marat representado por el grupo escénico del hospicio de Charenton, más conocida como Marat/Sade, llamativo ejemplo de teatro dentro de teatro. En esta obra, de compromiso político e influencia brechtiana, los internos de un manicomio llevan a cabo una representación teatral sobre el personaje histórico Marat. Algunos críticos han visto en esta obra la síntesis de varias corrientes teatrales modernas: teatro épico, teatro del absurdo, teatro de la crueldad... El dramaturgo y director de teatro Peter Brook realizó una versión cinematográfica del montaje de esta pieza en el que actúan actores profesionales junto con psicóticos reales.
Peter Weiss es considerado uno de los referentes del Teatro documental, que explica acontecimientos históricos a través de la escritura teatral y su posterior puesta en escena. Uno de sus más claros exponentes es La indagación (1965).
Como novelista escribió entre 1971 y 1981, en tres partes, La estética de la resistencia. Se trata de una magna epopeya sobre la historia de los movimientos de resistencia en Europa a lo largo del siglo XX, en confrontación con las grandes obras de la Historia del Arte protagonizadas por los más desfavorecidos.
Como pintor realizó su primera exposición en 1936. Entre los cortometrajes de Weiss cabe destacar El estudio del doctor Fausto (1956)
Weiss fue honrado con el Premio Charles Veillon, 1963; el Premio Lessing, 1965; el Premio Heinrich Mann, 1966; el Premio Anderson Carl Albert, 1967; el Premio Dehler Thomas, 1978; el Premio de Literatura de Colonia, 1981; el Premio de Literatura Bremen, 1982; la Nios De premio, de 1982; el Premio de la Crítica de Teatro Sueco, de 1982; y el Premio Georg Büchner, 1982.

## Obra

### De carácter autobiográfico
- Adiós a los padres
- Punto de fuga

### Relatos
- Conversación de los tres caminantes

### Novelas
- La sombra del cuerpo del cochero
- La estética de la Resistencia

### Obras de teatro
- Marat/Sade
- La indagación
- Discurso sobre Vietnam
- Trotski en el exilio
- Höelderlin
- De cómo el señor Mockinpott consiguió liberarse de sus padecimientos
- Canto del Fantoche Lusitano
- El seguro
- Infierno (publicada póstumamente)